# عبد الله بن أبي سفيان
عبد الله بن أبي سفيان بن الحارث بن عبد المطلب الهاشمي القرشي هو ابن الصحابي أبو سفيان بن الحارث، يُكنى بأبو الهياج، وأمه فقمة بنت همام بن الأرقم الأسدية. وكان شاعرًا.

## نسبه
- هو عبد الله بن أبي سفيان بن الحارث بن عبد المطلب بن هاشم بن عبد مناف بن قصي بن كلاب بن مرة بن كعب بن لؤي بن غالب بن فهر بن مالك بن النضر بن كنانة بن خزيمة بن مدركة بن إلياس بن مضر بن نزار بن معد بن عدنان.

## سيرته
ذَكَرَهُ الجِعَابِيُّ في كتاب "مَنْ حدَّثَ هو وأبوه عن النبي"، وروى عبد الله عن أبيه عن النّبي أنه قال: «مَا قُدِّمَتْ أُمُّةٌ لا يُؤخَذ لِضَعِيفِهَا حَقَّهُ مَنْ قَوِيِّهَا غَير مُتَضََيّع»، وذكر الْبُخَارِيُّ في تاريخه أن سماكًا روى عنه، وهو مرسل. وقيل: إنه قتل مع الحسين بن علي يوم عاشوراء سنة إحدى وستين.
جاء في كتاب «نسب قريش»: «وكانت رملة بنت علي عند أبي الهياج، واسمه عبد الله، بن أبي سفيان بن الحارث بن عبد المطلب، ولدت له؛ وقد انقرض ولد أبي سفيان بن الحارث؛ ثم خلف عليها معاوية بن مروان بن الحكم بن العاص».